# Quinto planeta (hipotético)
En la historia de la astronomía, distintos cuerpos del sistema solar han sido considerados como el quinto planeta del Sol. Bajo la actual definición de planeta, el objeto astronómico bajo la denominación de quinto planeta es Júpiter.

## Posibles quintos planetas en la historia
Hay tres ideas principales con respecto a planetas hipotéticos entre Marte y Júpiter.

### Asteroides
Durante el siglo XIX, se descubrieron gran número de asteroides, que fueron considerados planetas. Júpiter se convirtió en el sexto planeta con el descubrimiento de Ceres en 1801. Poco después, otros tres asteroides, Palas (1802), Juno (1804), y Vesta (1807) fueron descubiertos. Fueron contabilizados como planetas por separado, a pesar de que compartían una órbita definida por la ley de Titius-Bode. Entre 1845 y 1851, once asteroides adicionales fueron descubiertos y Júpiter se había convertido en el planeta XX. A partir de este punto, los astrónomos comenzaron a clasificar a los asteroides como planetas menores. A raíz de la reclasificación de los asteroides en su propio grupo, Júpiter se convirtió en el quinto planeta, una vez más. Con la redefinición de planeta de 2006, Ceres ahora se considera un planeta enano.

### Teoría de la destrucción
Desde hace mucho tiempo se cree que un hipotético planeta entre Marte y Júpiter ocupó el espacio donde en la actualidad se encuentra el cinturón de asteroides. Los científicos en el siglo XX llamaron a este hipotético planeta Faetón Hoy en día la hipótesis de Faetón, teoría que actualmente ha quedado obsoleta por el modelo de acreción, ha sido descartada por la comunidad científica, sin embargo, algunos científicos marginales consideran esta teoría como creíble e incluso probable.

### Teoría del Planeta V
Basados en simulaciones del espacio de la NASA, los científicos John Chambers y Lissauer Jack han propuesto la existencia de un planeta entre Marte y el cinturón de asteroides, que poseía una órbita excéntrica e inestable, hace 4000 millones de años. La desaparición de este planeta en el Sistema Solar se asocia al Bombardeo intenso tardío en el Eón Hadeico. Chambers y Lissauer también afirman que con toda probabilidad este Planeta V terminó estrellándose contra el Sol. A diferencia de quinto planeta de la Teoría de la Destrucción, al Planeta V no se atribuye la creación del cinturón de asteroides.

## Quinto planeta en la ficción
El concepto de un quinto planeta que había sido destruido formando el cinturón de asteroides, como en la Teoría de la Destrucción, ha sido muy popular en la ficción.